# Buzuluk
 Ovo je glavno značenje pojma Buzuluk. Za druga značenja pogledajte Buzuluk (razdvojba).
Buzuluk (rus. Бузулук) je grad u Orenburškoj oblasti u Rusiji. Nalazi se na obalama rijeka Samare, Buzuluka i Domaške. Grad leži na Uralskoj autocesti (M5), na otprilike pola puta između Samare i Orenburga, od kojeg je udaljen 246 km. Prema popisu iz 2008. godine, imao je 88.865 stanovnika.
Buzuluk je osnovan 1736. kao vojno uporište na ruskoj južnoj međi. Gradski status dobiva 1781. godine.
Glavne privredne djelatnosti su naftna i drvna industrija.

## Vanjske poveznice
- Službena stranica (rus.)
- Informacije o gradu (rus.)